# ويل نوريس
ويل نوريس (بالإنجليزية: Will Norris)‏ (12 أغسطس 1993 بواتفورد في المملكة المتحدة - ) هو لاعب كرة قدم بريطاني في مركز حراسة المرمى. لعب مع كامبريدج يونايتد وبرينتري تاون وHatfield Town F.C. ‏ وRoyston Town F.C. ‏.

## وصلات خارجية
- ويل نوريس على موقع قاعدة بيانات كرة القدم.إي يو (الإنجليزية)
- ويل نوريس على موقع Soccerbase.com (لاعب) (الإنجليزية)
- ويل نوريس على موقع Soccerway.com (الإنجليزية)
- ويل نوريس على موقع عالم كرة القدم.نت (الإنجليزية)